# Kanton Illkirch-Graffenstaden
Illkirch-Graffenstaden ist ein Wahlkreis im französischen Département Bas-Rhin in der Region Grand Est (bis 2015 Elsass). Der Kanton hat 50.647 Einwohner (Stand: 1. Januar 2021) auf einer Fläche von 57,79 km².

## Geschichte
Die Gemeinden dieses Kantons gehörten bis 1973 sämtlich zum Kanton Geispolsheim. Anlässlich der kantonalen Gebietsreform, die am 22. März 2015 in Kraft trat, kam aus dem nun aufgelösten Kanton Geispolsheim die Gemeinde Eschau hinzu.

## Gemeinden
Der Kanton besteht aus vier Gemeinden mit insgesamt 50.647 Einwohnern (Stand: 1. Januar 2021) auf einer Gesamtfläche von 57,79 km²:
| Gemeinde                      | Einwohner 1. Januar 2022 | Fläche km² | Dichte Einw./km² | Code INSEE | Postleitzahl |
| ----------------------------- | ------------------------ | ---------- | ---------------- | ---------- | ------------ |
| Eschau                        | 5.746                    | 11,83      | 486              | 67131      | 67114        |
| Illkirch-Graffenstaden        | 27.118                   | 22,21      | 1.221            | 67218      | 67400        |
| Ostwald                       | 13.310                   | 7,11       | 1.872            | 67365      | 67540        |
| Plobsheim                     | 4.473                    | 16,64      | 269              | 67378      | 67115        |
| Kanton Illkirch-Graffenstaden | 50.647                   | 57,79      | 876              | 6707       | –            |

Bis zur landesweiten Neuordnung der französischen Kantone im März 2015 gehörten zum Kanton Illkirch-Graffenstaden die drei Gemeinden Illkirch-Graffenstaden, Lingolsheim und Ostwald. Sein Zuschnitt entsprach einer Fläche von 35,01 km2. Er besaß vor 2015 einen anderen INSEE-Code als heute, nämlich 6742.